# تپه بان گنجه
تپه بان گنجه در شهرستان دره‌شهر، بخش بدره، روستای بان گنجه واقع شده و این اثر در تاریخ ۱۴ مرداد ۱۳۸۲ با شمارهٔ ثبت ۹۵۳۲ به‌عنوان یکی از آثار ملی ایران به ثبت رسیده است.